# المضناي (ريمة)

تعديل مصدري - تعديل

قرية الاصحوب

هي إحدى قرى عزلة المخلاف الواقعة ضمن مديرية مزهر التابعة لمحافظة ريمة، بلغ تعداد سكانها (1110) نسمة حسب تعداد اليمن لعام 2004.

## المحلات التابعة للقرية
- خراصع
- خرفان
- الظبروت
- الملطه
- القرية العلياء
- القرية السفلى
- بهدون
- النضف
- السقيه

## روابط خارجية
- الدليل الشامــل